# Discoteca del Cantar Popular
La Discoteca del Cantar Popular (DICAP) fue un sello discográfico chileno surgido entre 1967 y 1973 perteneciente a las  Juventudes Comunistas de Chile para publicar a los artistas que no tenían espacio en los sellos multinacionales por sus temáticas contestatarias y anticapitalistas, convirtiéndose en el soporte discográfico de la Nueva Canción Chilena.
Este sello publicó por primera vez seis de los 50 mejores discos chilenos de todos los tiempos considerados por la edición chilena de la revista Rolling Stone de abril de 2008: Santa María de Iquique de Quilapayún, Pongo en tus manos abiertas... y La población de Víctor Jara, Autores chilenos de Inti-Illimani, Canciones reencontradas en París de Violeta Parra y Blops de Los Blops. De ellas, las dos primeras están dentro de los cinco primeros puestos del ranking.

## Historia
La primera placa publicada por la Discoteca del Cantar Popular fue X Vietnam de Quilapayún en 1968.
En el catálogo inicial, editado en Chile entre 1963 y 1967, hay 67 LP, 18 de ellos publicados bajo la inicial etiqueta «Jota Jota» y 49 con el rótulo definitivo de «DICAP». Los primeros discos publicados fueron de Quilapayún, Víctor Jara, Inti-Illimani, Pablo Neruda, el Trío Lonqui y Huamarí. DICAP lanzó además discos de Isabel Parra, Ángel Parra, los Blops, el elenco de la peña Chile ríe y canta, los Curacas, Payo Grondona, Tiemponuevo, Amerindios, Homero Caro, Rolando Alarcón, Combo Xingú, el Dúo Coirón, El Temucano, Osvaldo «Gitano» Rodríguez, Marta Contreras, Fabián Rey, Roberto Parra, Margot Loyola, Illapu, entre otros artistas.
Hasta 1973, DICAP publicó más de sesenta discos, registrando parte del catálogo de los principales nombres del movimiento y llegando a controlar alrededor del 30 por ciento del mercado discográfico chileno.

### Dictadura militar
Debido al golpe de Estado del 11 de septiembre de 1973, sus oficinas de calle Sazié fueron allanadas y gran parte de sus másteres incautados y posteriormente destruidos. Hasta 1982, DICAP continuó funcionando con oficinas en París y luego en Madrid, pero sus obras eran censuradas en Chile por los militares. En Francia, durante el período de la dictadura militar chilena se creó un subsello dependiente de este llamado «Canto libre», bajo el cual se publicaron varios álbumes de chilenos exiliados en el extranjero.
En 1976, el sello Alerce, la otra música permitió prolongar localmente el espíritu de independencia y agitación cultural concebido por el sello en sus orígenes, y que tan importante resultaría para el Canto Nuevo e incluso propuestas rock y hip-hop durante los 90. Este patrimonio fue en parte rescatado luego de que sus autores recuperaran la tuición de sus obras y las reeditaran con distintas casas discográficas.

### Reactivación
El 2006 se reactiva el sello, iniciado un nuevo catálogo de músicos chilenos. Algunos discos de esta nueva etapa son Mil voces Gladys (2006), tributo a la fallecida dirigenta comunista chilena Gladys Marín, de acid jazz Alüzinati, Cholomandinga, el colectivo de hip hop entre Legua York y Agosto Negro, el sello de música electrónica chilena Pueblo Nuevo, el cantor Roberto Parra y la cantante Carmen Prieto, entre otros artistas.